# Calanthe halconensis
Calanthe halconensis är en orkidéart som beskrevs av Oakes Ames. Calanthe halconensis ingår i släktet Calanthe och familjen orkidéer.
Artens utbredningsområde är Filippinerna. Inga underarter finns listade i Catalogue of Life.